# Хомець (Войник)
Хомець (словен. Homec) — поселення в общині Войник, Савинський регіон, Словенія. 
Висота над рівнем моря: 380,9 м.